# Майкл Баррет
Майкл Бредлі Баррет (англ. Michael Bradley Barrett; народився 28 травня 1970) — американський кінооператор. Він відомий своєю роботою над фільмами «Боббі», «Поцілунок навиліт» і «Третій зайвий».

## Кар'єра
У 1992 році Баррет познайомився з оператором Габріелем Фігероа та поспілкувався з ним про роботу над фільмом 1947 року «Перлина», зустріч, яку Барретт вважав ключовим моментом у своїх планах кар'єри. Він здобув ступінь бакалавра мистецтва в Університеті Каліфорнії в Лос-Анджелесі та ступінь магістра образотворчого мистецтва в кіно в Колумбійському університеті в Нью-Йорку.
Починаючи з 2001 року, Барретт працював у серіалі «CSI: Місце злочину». У 2002 році він отримав нагороду Американського товариства кінематографістів за видатні досягнення в кінематографії в категорії «Фільм тижня або пілот (мережа)» за роботу над пілотною серією CSI «Cross Jurisdictions». У 2006 році його робота над фільмом «Боббі» була відібрана до основного конкурсу на фестивалі Camerimage. У 2008 році Баррет був членом журі Конкурсу польських фільмів Camerimage.
З 2012 року Баррет працює переважно з цифровими відеокамерами. Баррет є активним членом Американського товариства кінематографістів (ASC).

## Особисте життя
У лютому 2020 року актриса Анна Феріс підтвердила, що вони з Барреттом заручилися. У липні 2021 року Феріс розповіла у своєму подкасті, що вони з Барреттом одружилися в будівлі суду на острові Сан-Хуан у штаті Вашингтон.

## Фільмографія

### Короткометражки
| Рік  | Назва                 | Режисер          |
| ---- | --------------------- | ---------------- |
| 1996 | «Квиток на поїздку»   | Марія Ессен      |
| 1997 | «Обличчя»             | Берта Бей-Са Пан |
| 1998 | «Кулінарія»           | Мікі Гол         |
| 2000 | «Зміна напрямків»     | Марія Ессен      |
| 2008 | «Поправка 8 — Мюзикл» | Адам Шенкман     |

### Художні фільми
Режисер
- «Храм» (2017)

Кінооператор
| Year | Title                               | Director              | Notes                        |
| ---- | ----------------------------------- | --------------------- | ---------------------------- |
| 1998 | У пошуках півночі                   | Таня Векслер          |                              |
| 1998 | Ведмежатники                        | Джон Гамбург          |                              |
| 1999 | Королі року                         | Донал Ларднер Ворд    |                              |
| 2000 | 75 Degrees in July                  | Гаєтт Басс            |                              |
| 2000 | Hide                                | Sooz Hewitt           | With Robert Barocci          |
| 2002 | Божевільна маленька річ             | Matthew Miller        |                              |
| 2002 | Штат самотньої зірки                | Девід Семел           |                              |
| 2002 | Поворот віри                        | Чарльз Джерротт       |                              |
| 2005 | Поцілунок навиліт                   | Шейн Блек             |                              |
| 2005 | Гол!                                | Денні Кеннон          |                              |
| 2005 | Щасливчик 13                        | Кріс Голл             |                              |
| 2006 | Боббі                               | Еміліо Естевес        |                              |
| 2008 | Таємниці Пітсбурга                  | Роусон Маршалл Тербер |                              |
| 2008 | Не займайте Зохана                  | Денніс Дуган          |                              |
| 2008 | Казки на ніч                        | Адам Шенкмен          |                              |
| 2010 | Хлопчики-нальотчики                 | Джон Люссенгоп        |                              |
| 2010 | Усе чудово                          | Ден Раш               |                              |
| 2011 | Бакі Ларсон: Народжений бути зіркою | Том Брейді            |                              |
| 2011 | Зоонаглядач                         | Френк Корачі          |                              |
| 2011 | Шалене Різдво Гарольда і Кумара     | Тодд Штраус-Шульсон   |                              |
| 2012 | Третій зайвий                       | Сет Мак-Фарлейн       |                              |
| 2013 | Битва року                          | Бенсон Лі             |                              |
| 2014 | Про минулу ніч                      | Стів Пінк             |                              |
| 2014 | Мільйон способів втратити голову    | Сет Мак-Фарлейн       |                              |
| 2014 | Жодної доброї справи                | Сем Міллер            |                              |
| 2015 | Третій зайвий 2                     | Сет Мак-Фарлейн       |                              |
| 2017 | Клаппер                             | Діто Монтіель         |                              |
| 2018 | В'ючний звір                        | Джеспер Гансландт     |                              |
| 2018 | За бортом                           | Роб Грінберг          |                              |
| 2018 | Кодекс Готті                        | Кевін Конноллі        |                              |
| 2018 | Номіс                               | Девід Раймонд         | Also credited as co-producer |

### Телебачення
Телефільми
| Рік  | Назва           | Режисер      | Примітки                    |
| ---- | --------------- | ------------ | --------------------------- |
| 2001 | На межі         | Гелен Міррен | Сегмент «З днем народження» |
| 2001 | Змова Атлантиди | Дін Сілверс  |                             |

Телесеріали
| Рік       | Назва                       | Режисер                                                                  | Примітки         |
| --------- | --------------------------- | ------------------------------------------------------------------------ | ---------------- |
| 2001–2004 | CSI: Місце злочину          |                                                                          | 31 епізод        |
| 2004      | CSI: Маямі                  | Карен Гавіола, Скотт Лаутанен, Стівен ДеПол                              | 5 серій          |
| 2005–2006 | Близько до дому             | Карен Гавіола, Стівен ДеПол, Гелен Шейвер, Еміліо Естевес, Марта Мітчелл | 5 серій          |
| 2008      | Ласкаво просимо до Капітана | Джон Гамбург                                                             | Епізод «Пілот»   |
| 2015      | Супердівчина                | Глен Вінтер                                                              | Епізод " Пілот " |
| 2015      | Кров і нафта                | Джонас Пейт, Род Холкомб, Мікаель Саломон, Мікаель Нанкін                | 3 епізоди        |